# Юнион-Сити (Нью-Джерси)
Юнион-Сити — город в штате Нью-Джерси, округ Хадсон. По переписи 2010 года в городе проживает 66 455 человек. Город целиком расположен на суше и занимает 3,3 кв. км. По результатам переписи 2000 года он входил в список самых густонаселённых городов США с показателем 52 977,8 человек на кв. милю.
Юнион-Сити получил статус города по акту законодательного собрания Нью-Джерси от 1 июня 1925 года. Он образован при слиянии городов Юнион-Хилл и Уэст-Хобокен. На развитие и демографию города сильное влияние оказали две волны иммиграции: немецкоговорящая и испаноговорящая. У города известно два прозвища:  «столица вышивки» и «Гавана на Гудзоне» — отражающие исторические особенности города. Ежегодно в город совершают паломничество тысячи людей, чтобы увидеть самое длительное в США представление Страстей Христовых и ежегодный Cuban Day Parade.